# لپاککو
ِلپاکْکو (خفاش) یا لِپاکْکولّولا (غار خفاش) یک مرکز اجتماعی خودگردان در روهولاهتی، هلسینکی، فنلاند بود که از سال ۱۹۷۹ تا ۱۹۹۹ فعالیت می‌کرد.

## پیشینه

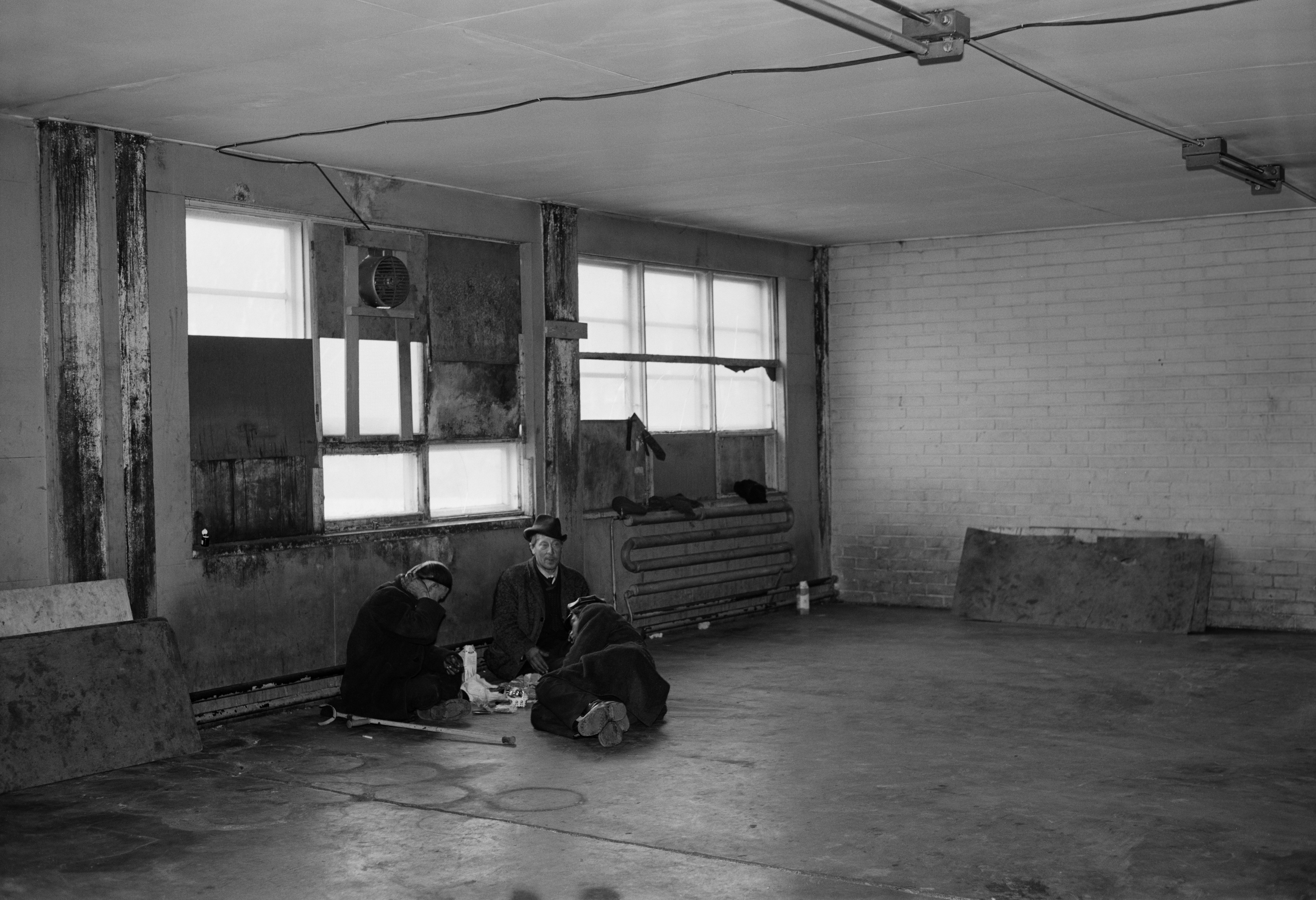
افراد بی خانمان در هتل شعله در سال ۱۹۷۳.

این ساختمان یک انبار شرکت رنگ در منطقه روهولاهتی هلسینکی بود که در سال ۱۹۴۰ ساخته شده بود. پس از متروکه شدن این بنا، شورای شهر هلسینکی در ۵ دسامبر ۱۹۶۷ در پاسخ به اعتراض عمومی که چندین الکلی بی‌خانمان در سرمای زمستان یخ زده بودند، خوابگاهی را برای الکلی‌ها افتتاح کرد. این هتل میزبان هزار نفر بود و لیکْکی‌هُتِلْلی (هتل شعله) نام داشت.

## اشتغال
لپاککو در سال ۱۹۷۹ به عنوان یک مکان موسیقی مورد استفاده قرار گرفت، همچنین این مکان اتاق‌های تمرین برای گروه‌ها، فضای تمرین تئاتر و یک مدرسه رقص را فراهم کرد. علاوه بر این، یک باند موتورسواری کارگاهی داشت. لوگوی شرکت رنگ که هنوز روی دیوارها قرار داشت یک پروانه بود، اما جوانان آن را بیشتر به عنوان یک خفاش می‌دیدند.

## میراث
لپاککو تا زمان تخریب در سال ۱۹۹۹ یک مکان اساسی برای موسیقی پانک فنلاند و میزبان رادیو سیتی، یک ایستگاه رادیویی تجاری بود.